# Pyrinia ianaria
Pyrinia ianaria är en fjärilsart som beskrevs av Charles Oberthür 1912. Pyrinia ianaria ingår i släktet Pyrinia och familjen mätare. Inga underarter finns listade.